# أراكاشة استوائية
أراكاشة استوائية[بحاجة لمصدر] (الاسم العلمي:Arracacia equatorialis) هي نوع من النباتات يتبع جنس الأراكاشة من الفصيلة الخيمية.